# Carl Hernmarck
Carl Gustaf Michaël Hernmarck, född 27 december 1901, död 29 november 1990, var en svensk konsthistoriker och museiman.
Carl Hernmarck blev filosofie doktor 1934 och var från 1929 anställd vid Nationalmuseum, från 1946 som förste intendent. Hernmarck, som främst ägnade sig åt studiet av konsthantverk, anordnade flera stora utställningar, bland annat Rörstrand under tre århundraden (1943, tillsammans med Bo Gyllensvärd). Bland hans skrifter märks Georg Desmarées (1933), Barock, senbarock och gustaviansk stil (i Svenskt silversmide 1520–1850, 1941–1945), Marieberg (1946) och Kunglig prakt från barock och rokoko (tillsammans med Torsten Lenk och Åke Setterwall).